# Калініне (Поколюбицька сільська рада)
Калініне (біл. Калініна) — селище в Поколюбицькій сільській раді Гомельського району Гомельської області Республіки Білорусь.

## Географія

### Розташування
У 5 км на північний схід від Гомеля.

## Транспортна мережа
Автодорога Вітка — Гомель. Планування складається з прямолінійної вулиці, орієнтованої з південного заходу на північний схід (з обох боків автодороги). Забудована дерев'яними будинками садибного типу.

## Історія
Засноване на початку XX століття переселенцями із сусідніх сіл. Найбільш активна забудова припадає на 1920-ті роки. У 1926 році в Поколюбицькій сільраді Гомельського округу. Діяли початкова школа та хата-читальня. 1930 року організовано колгосп «Новая жизнь», працювала кузня. У 1959 році у складі колгоспу імені Леніна (центр — село Поколюбичі).

## Населення

### Чисельність
- 2009 — 210 мешканців.